# Kernschmelze (Roman)
Kernschmelze ist der zweite James-Bond-Roman, der nicht von Ian Fleming geschrieben wurde. Nach Flemings Tod 1964 wurden andere Autoren von der Ian Fleming Publications Limited beauftragt, die James-Bond-Romanreihe fortzuführen. Der Roman wurde erstmals 1983 unter dem Titel: Countdown für die Ewigkeit in Deutschland veröffentlicht.

## Inhalt
M erinnert Bond daran, dass die  "00" Abteilung abgeschafft wurde. M behält jedoch Bond als Ass im Ärmel und sagt ihm: "Sie werden immer 007 sein". Bond wird beauftragt, gegen Dr. Anton Murik zu ermitteln, einen brillanten Kernphysiker, von dem angenommen wird, dass er sich mit einem Terroristen namens Franco getroffen hat. Franco wird vom MI5 identifiziert und zu einem Dorf in Schottland namens Murcaldy verfolgt. Da Murcaldy außerhalb der Zuständigkeit des MI5 liegt, bittet der Generaldirektor des MI5, Richard Duggan, M, Bond zu schicken, um Murik zu überwachen. Gestützt auf Informationen, die der MI5 nicht hatte, befiehlt M Bond, stattdessen Muriks Schloss zu infiltrieren und sein Vertrauen zu gewinnen.
Bond nimmt Kontakt mit Murik auf der Rennbahn von Ascot auf, wo er ein zufälliges Treffen vortäuscht und Murik gegenüber erwähnt, dass er ein Söldner ist, der Arbeit sucht. Später schließt sich Bond Murik auf Geheiß von Murik in Schottland an und wird aus damals unbekannten Gründen angeheuert, um Franco zu töten. Franco wiederum wurde von Murik beauftragt, sein junges Mündel Lavender Peacock zu töten, da sie die wahre Erbin des Murik-Vermögens ist, was nur durch geheime Dokumente bewiesen werden konnte, die Murik in einem Safe in seinem Schloss versteckt hält.
Muriks Plan ist es, mit Hilfe von Terrorbanden, die von Franco beliefert werden, sechs Atomkraftwerke auf der ganzen Welt gleichzeitig zu entführen. Um sicherzustellen, dass Murik niemals mit diesem Deal in Verbindung gebracht werden kann, versucht er, Bond zu benutzen, um Franco zu ermorden. Letztendlich übernehmen die Terroristen sechs Atomkraftwerke, werden aber daran gehindert, eine Kernschmelze auszulösen, als sie von Bond, den sie für Murik halten, einen Abbruchcode erhalten. Murik wird schließlich von Bond und Lavender besiegt, bevor seine Forderungen erfüllt werden können.

## Ausgaben
- Licence Renewed. Illustrations Richard Chopping. Cape, London 1981. [Erstausgabe]

- 1983 erschien der Roman erstmals in Deutschland unter dem Titel Countdown für die Ewigkeit beim Scherz Verlag in der Übersetzung von Metchild Sandberg[2].

- Der Roman erschien am 29. September 2014 erstmals ungekürzt und neu übersetzt bei dem Verlag Cross Cult mit dem neuen Titel Kernschmelze.[3]

## Verfilmung
Der Roman diente bisher noch nicht als Grundlage für ein Drehbuch zu einem James-Bond-Film.